# 和田満重
和田 満重（わだ みつしげ）は、戦国時代の武将。朝倉氏第9代当主朝倉貞景家臣。

## 経歴・人物
越前足羽郡和田館主。文明11年（1479年）清水寺再興奉加帳に連署した。